# Football Club de Martigues
Football Club de Martigues es un club de fútbol francés, de la ciudad de Martigues en Provenza-Alpes-Costa Azul. Fue fundado en 1921 y jugará, a partir de la temporada 2025-26, en el Championnat National, la tercera división del fútbol nacional, tras haber descendido.